# Foroud Shirvani
Foroud Shirvani (persisch فرود شیروانی‎; * 1974 in Isfahan, Iran) ist ein deutscher Rechtswissenschaftler iranischer Abstammung und Hochschullehrer an der Rheinischen Friedrich-Wilhelms-Universität Bonn.

## Leben
Nach dem Abitur am Luitpold-Gymnasium München 1994 nahm Shirvani im selben Jahr das Studium der Rechtswissenschaften an der Universität München auf, das er 1999 mit dem Ersten Juristischen Staatsexamen abschloss. Dem schloss er sein Referendariat an und legte 2001 sein zweites Staatsexamen ab. Anschließend war Shirvani bis 2004 wissenschaftlicher Mitarbeiter am Münchener Lehrstuhl von Hans-Jürgen Papier. 2004 schloss er in München die von Udo Di Fabio betreute Promotion zum Dr. iur. ab und wurde anschließend wissenschaftlicher Assistent am Lehrstuhl von Papier. Unter dessen Betreuung habilitierte Shirvani sich 2009 und erhielt die Venia legendi für die Fächer Öffentliches Recht, Europarecht, Verwaltungswissenschaft, Verfassungsgeschichte der Neuzeit und Allgemeine Staatslehre. 
Es folgten zwischen 2009 und 2013 Lehrstuhlvertretungen an den Universitäten Bayreuth, Freiburg, Göttingen und Gießen. Von 2008 bis 2014 war zudem zusätzlich als Dozent an der Hochschule für Politik München tätig. Seit dem Wintersemester 2013/14 ist Shirvani ordentlicher Professor auf der Gottfried-Meulenbergh-Stiftungsprofessur für Öffentliches Recht, insbesondere das Eigentumsgrundrecht an der Universität Bonn.

## Werke
Shirvanis Forschungsschwerpunkte liegen vor allem im Eigentums- und Staatshaftungsrecht, im Umweltrecht, im Parteien- und Parlamentsrecht, im Sozialrecht (vor allem in dessen verfassungsrechtlichen Grundlagen, dem Krankenversicherungsrecht und dem Krankenhausrecht) sowie im Kommunal- und Polizeirecht.
- Das Kooperationsprinzip im deutschen und europäischen Umweltrecht. Duncker & Humblot, Berlin 2005, ISBN 978-3-428-11847-2 (Dissertation).
- Das Parteienrecht und der Strukturwandel im Parteiensystem. Staats- und europarechtliche Untersuchungen zu den strukturellen Veränderungen im bundesdeutschen und europäischen Parteiensystem. Mohr Siebeck, Tübingen 2010, ISBN 978-3-16-150392-4 (Habilitationsschrift).
- Eigentum im Wasserrecht. Carl Heymanns, Köln 2016, ISBN 978-3-452-28833-2 (als Herausgeber zusammen mit Wolfgang Durner).
- Eigentum im Recht der Energiewirtschaft. V&R, Göttingen 2018, ISBN 978-3-428-11847-2 (als Herausgeber).